# الملباناه
ال ملباناه یک منطقهٔ مسکونی در عربستان سعودی است که در استان مدینه واقع شده‌است.